# Maison natale de Mozart
Pour les articles homonymes, voir Mozart (homonymie).
La maison natale de Mozart (Mozarts Geburtshaus ou Hagenauerhaus, en allemand) est une maison-musée natale de Wolfgang Amadeus Mozart (1756-1791) du centre historique de Salzbourg en Autriche. Mozart y vécut jusqu'à l'age de 17 ans (en 1773),. La maison est transformée en musée dédié au compositeur depuis 1880, à proximité d'un second musée résidence de la famille Mozart de 1996.

## Histoire
Wolfgang Amadeus Mozart naît le 27 janvier 1756 dans un appartement du 3e étage de cette maison du XIIe siècle, du 9 Getreidegasse, septième fils de Leopold et Anna Maria Mozart, musicien de la Chambre Royale de Salzbourg. La famille de Mozart vécut en tout 26 ans dans cette maison Hagenauer (de 1747 à 1773) du nom du propriétaire Johann Lorenz Hagenauer (1712-1792), commerçant et épicier ami de la famille. 

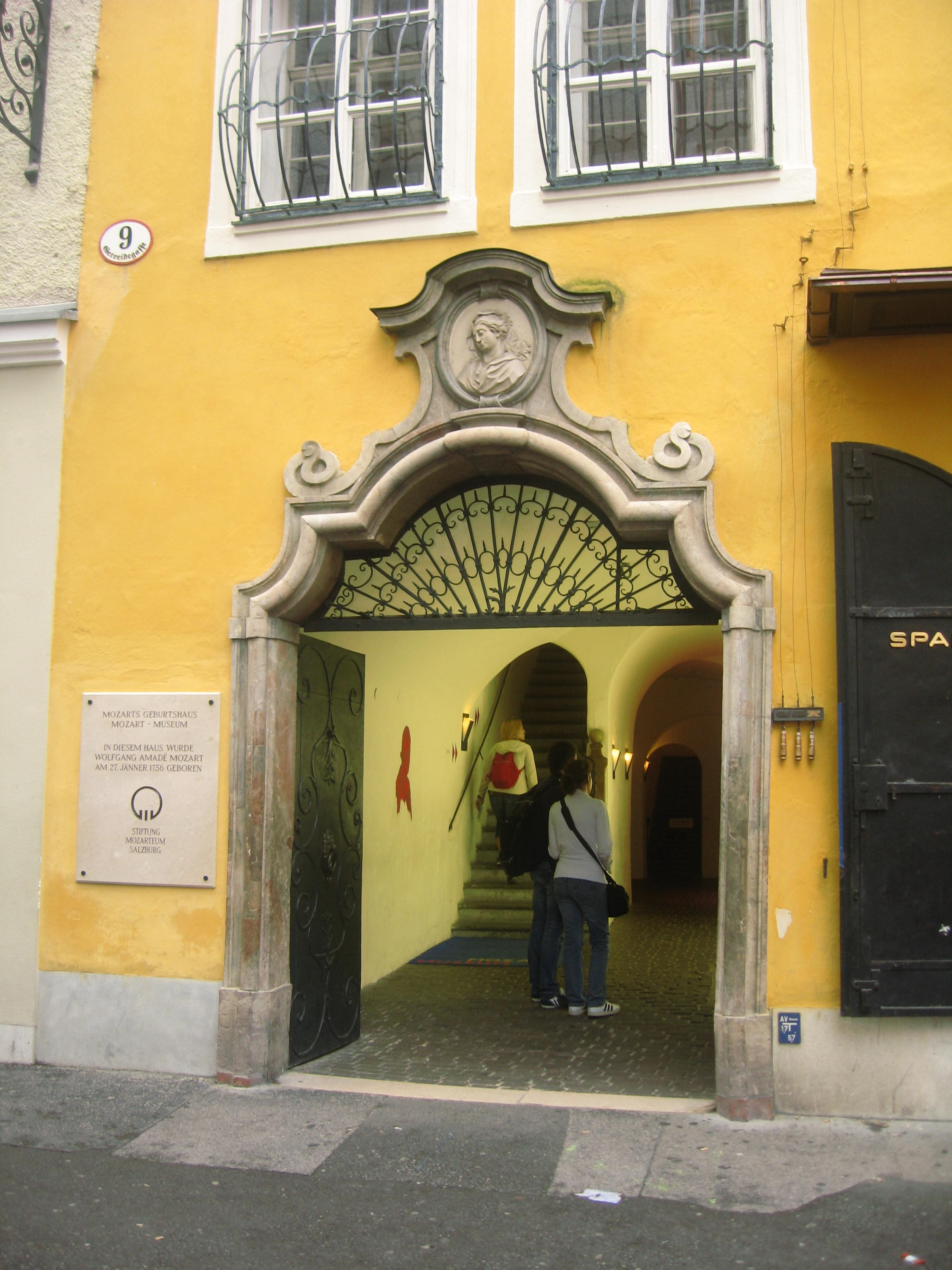
Portail d'entrée baroque en marbre
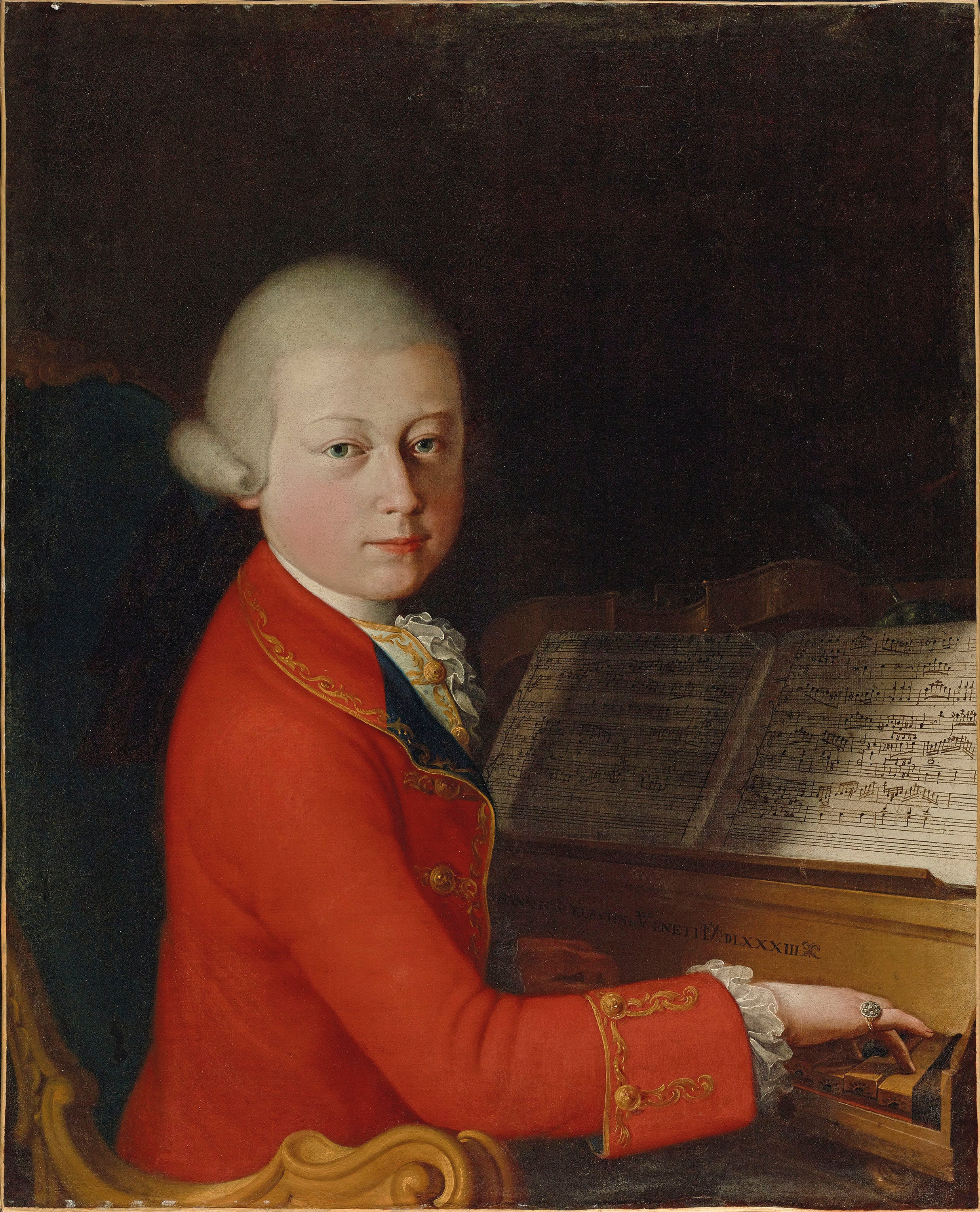
Mozart enfant en 1770.
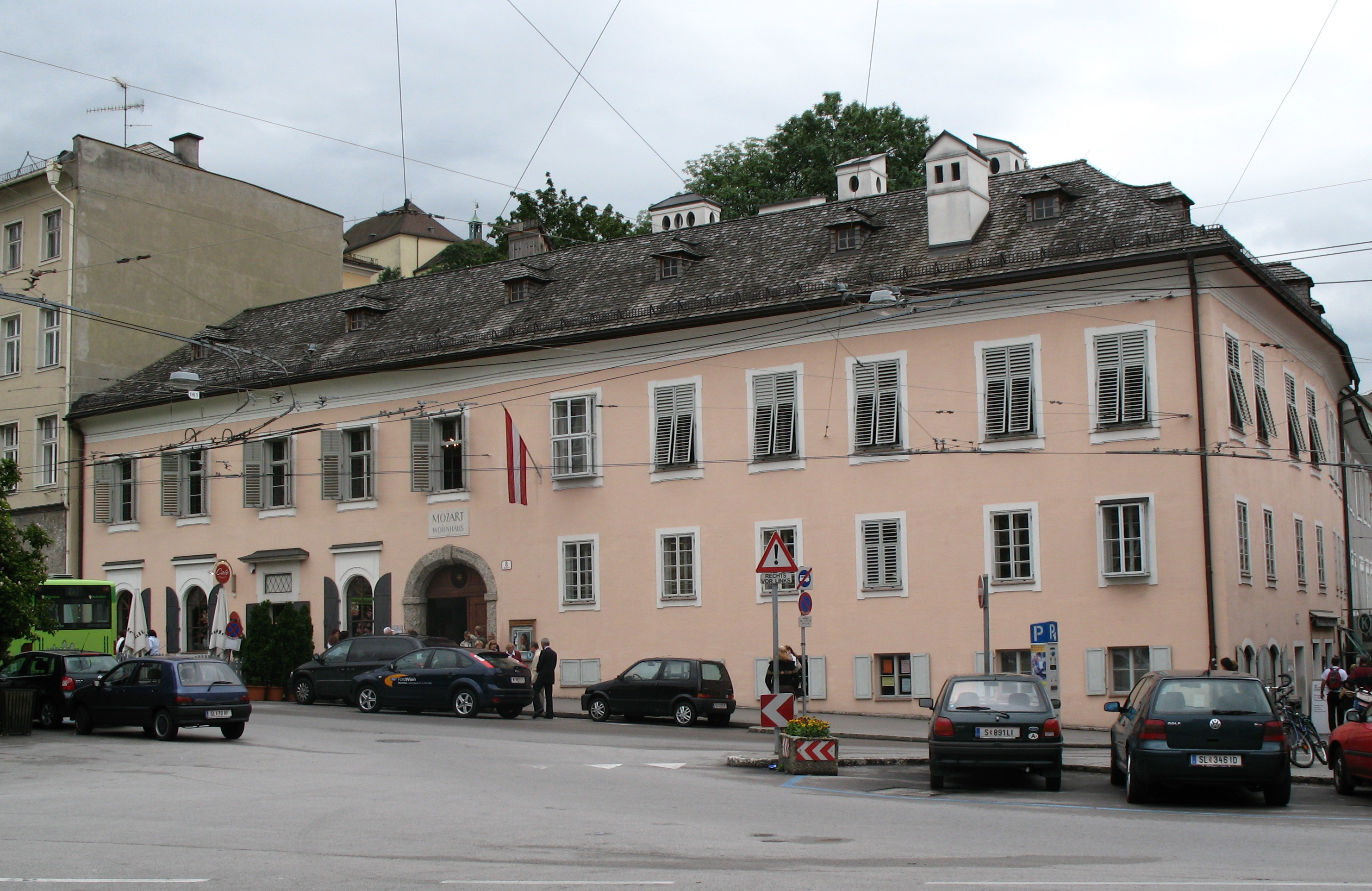
Autre musée résidence de la famille Mozart de Salzbourg.

Le nom Hagenauer est toujours très connu à Salzbourg. La place qui se trouve devant la maison natale de Mozart s'appelle ainsi, ainsi que le café situé au dos de la maison sur la place de la vieille université Universitätsplatz. Une importante correspondance entre Léopold Mozart, sa famille, et Johann Lorenz Hagenauer, durant la tournée européenne de la famille Mozart entre 1763 et 1766, permet de bien connaître l'enfance de Wolfgang. La famille Mozart déménage en 1773 dans un appartement plus grand du 1er étage de la résidence de la famille Mozart, à proximité, au 8 place Hannibalplatz (actuelle Makartplatz (de)) (devenue également depuis un musée Mozart).

## Musée
Le musée est inauguré le 15 juin 1880 par la Fondation internationale Mozart, et depuis régulièrement réaménagé et agrandit. Il expose de nombreux objets, instruments de musique du grand compositeur, dont son premier violon d'enfant, son violon de concert, son clavicorde, son clavecin ainsi que de nombreux portraits, documents, premières éditions de sa musique, lettres de la famille Mozart, et archives de sa vie à Vienne,...

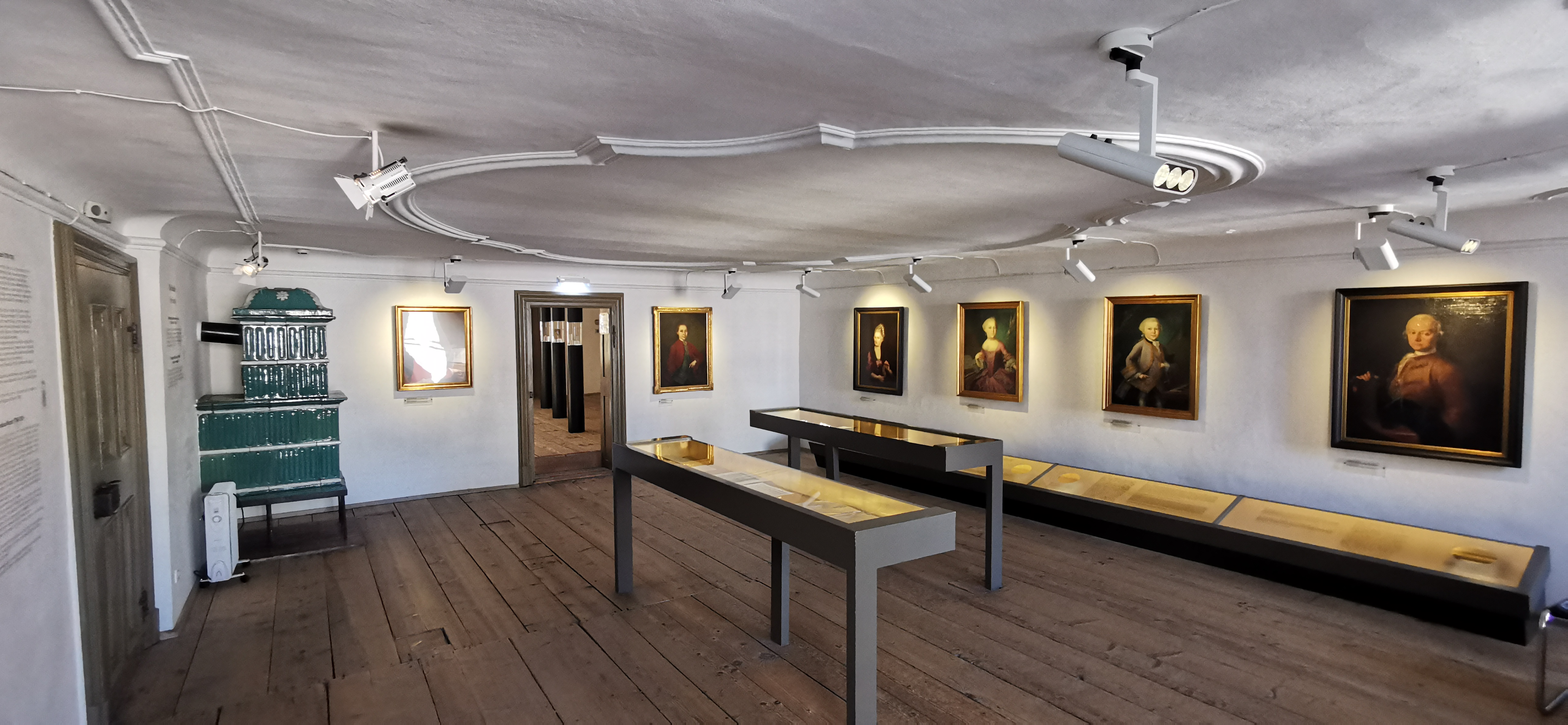
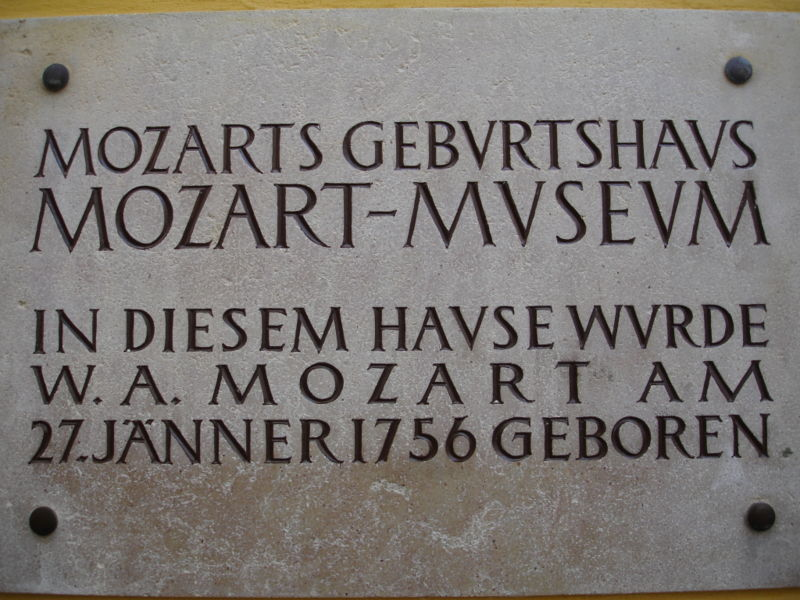
Plaque commémorative

Les instruments exposés appartiennent à la Fondation Mozart, et furent transmis par sa veuve Constance Mozart (1762-1842) et par leurs fils Carl Thomas (1784-1858) et Franz Xaver Wolfgang (1791-1844). En 1994, des spécialistes restaurèrent le domicile de la famille Mozart et réaménagèrent le musée selon les techniques les plus modernes, afin de garantir la conservation des précieux objets exposés. 

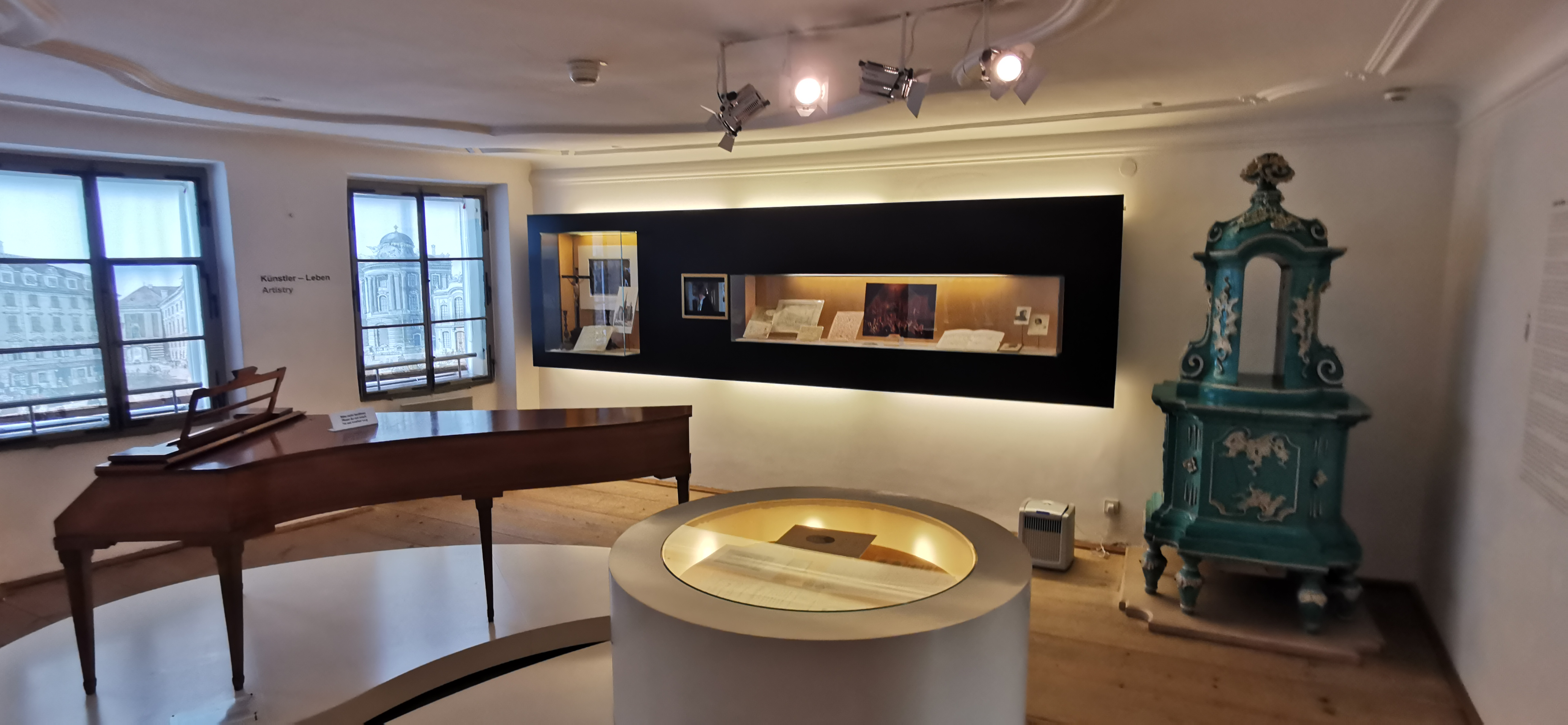
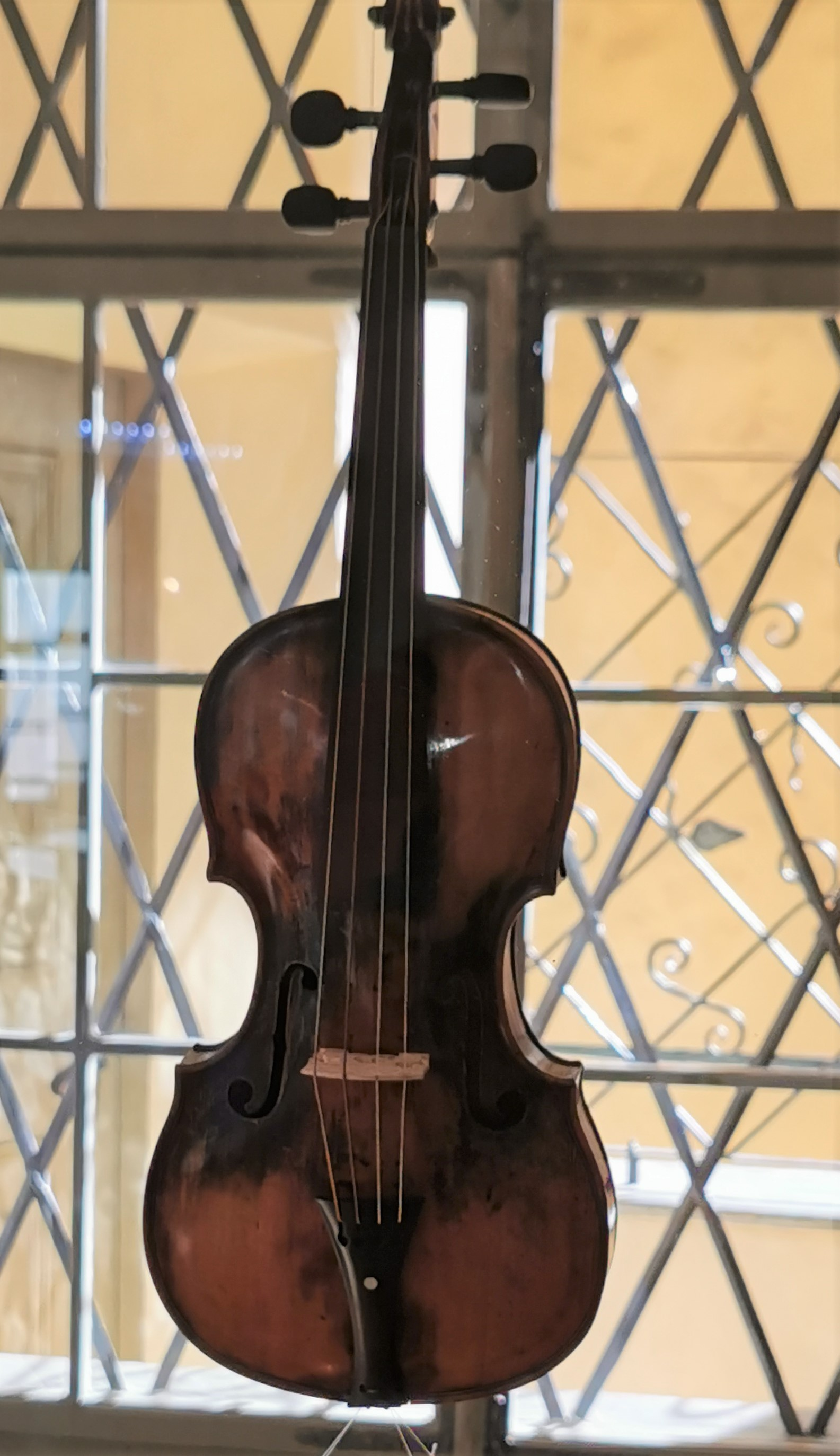

Un intérieur bourgeois d'époque est reconstitué en 1985, avec des meubles et des objets de la vie quotidienne, dans l'ancien appartement voisin de l'époque de Babette Moll, au dos de la maison natale de Mozart, du côté de la place de l'Université. Trois grands chapitres y sont évoqués : « Mozart et l'université de Salzbourg », « l'amitié de Mozart pour certaines familles de Salzbourg » et « la musique sacrée et l'adoration des saints ». Le deuxième étage est consacré au sujet « Mozart et le théâtre ». De nombreux petits personnages illustrent l'histoire de la réalisation des opéras de Mozart. Des maquettes de mises en scène en présentent les différentes interprétations, de la fin du XVIIIe au XXe siècle. Au premier étage de la maison natale de Mozart, la Fondation internationale Mozarteum organise chaque année une nouvelle exposition consacrée à Mozart. 

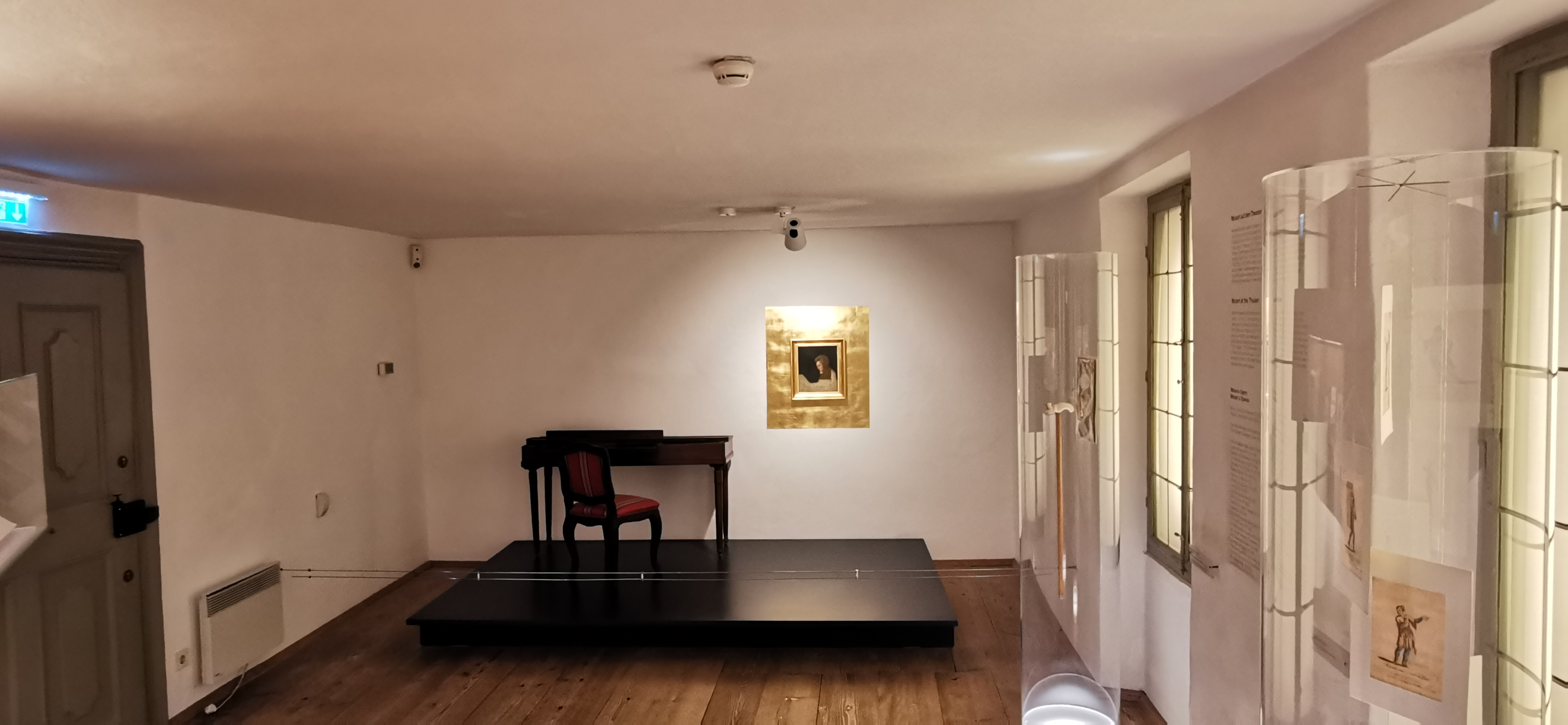
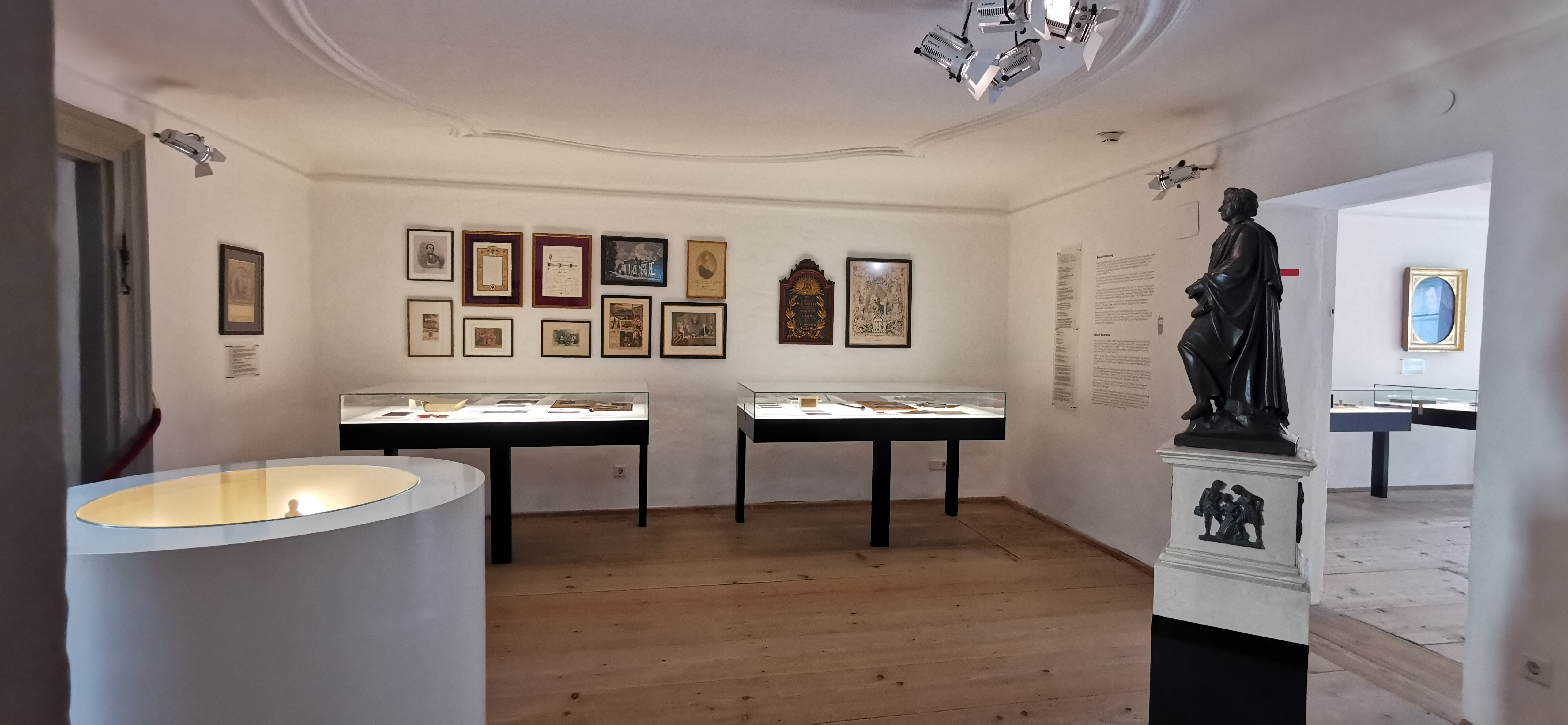
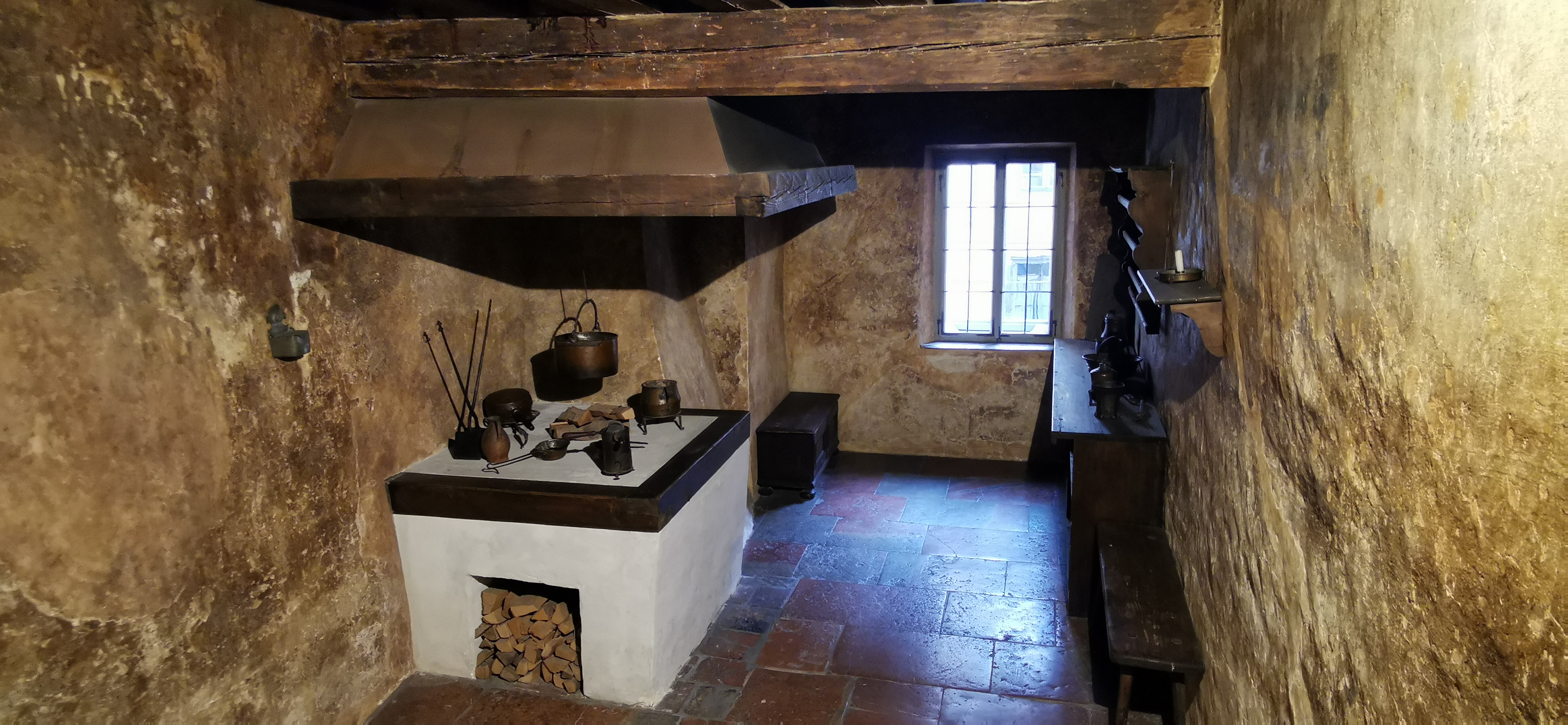
Reconstitution d'une cuisinière d'époque

En 2006, pour l’« année Mozart » commémorant le 250e anniversaire de la naissance du compositeur, le troisième étage du musée est revisité en son et lumière par les scénographies poétiques de l'artiste Bob Wilson.

## Autres musées Mozart
- Maison Mozart à Augsbourg.
- Résidence de la famille Mozart de Salzbourg.
- Maison Mozart à Vienne.